# Небесно царство
 Тази статия е за филма.  За християнското понятие вижте Божие царство.  
Небесно царство (на английски: Kingdom of Heaven) e британски исторически филм от 2005 година на режисьора Ридли Скот.
Сюжетът се развива по времето на кръстоносните походи през 12 век. Един френски селски ковач отива в кралство Йерусалим и помага за отбраната му срещу сарацинската армия на мюсюлманския султан Саладин, който обсажда Йерусалим след битката при Хатин. Филмовият сценарий е примесен с художествена измислица изобразява живота на историческите личности Балиан д'Ибелин (ок. 1143 – 93) и Сибила Йерусалимска.
Филмът е сниман във Варзазат, Мароко (там Скот снима и Гладиатор), където е построена реплика на Йерусалим в пустинята, и в Испания: замъка Лоаре (Хуеска), Сеговия, Авила, Палма дел Рио и Дома на Пилат в Севиля.

## Сюжет
В отдалечено село във Франция през 1186 г. живее Балиан (Орландо Блум), ковач, скърби за скорошното самоубийство на съпругата си. Пристига група кръстоносци, един от тях се представя като бащата на Балиан, барон Годфроа от Ибелин (Лиъм Нийсън). Годфроа кани Балиан да се върне с него в Йерусалим. Балиан отказва и кръстоносците си тръгват. Местният свещеник, полубрат на Балиан, разкрива, че е наредил съпругата на Балиан да бъде обезглавена преди погребението, обичайна практика за хора, които са се самоубили. Балиан забелязва, че брат му носи кръста, който съпругата му е носила преди да бъде погребана. В пристъп на ярост Балиан убива брат си, взема кръста и бяга от селото. Балиан последва баща си в надеждата да спечели прошка и изкупление за себе си и съпругата си в Йерусалим. След като настига Годфроа пристигат войници, водени от племенника на Годфроа (Николай Костер-Валдау), привидно за да арестуват Балиан. В действителност племенникът възнамерява да убие Балиан и Годфроа, за да наследи баронството им. Годфроа отказва да предаде Балиан. Племенникът извършва атака срещу Годфроа. Атаката се проваля и Годфроа убива племенника си, но е уцелен от стрела, която се счупва в тялото му.
В Месина, преди да умре от раните си, Годфроа посвещава в рицарство Балиан и му заповядва да служи на краля на Йерусалим и да защитава безпомощните. По време на пътуването на Балиан към Йерусалим неговият кораб засяда на сушата поради буря, оставяйки Балиан и един кон като единствените оцелели. Когато Балиан освобождава коня от останките той бяга панически. Следвайки коня, Балиан е пресрещнат от мюсюлмански конник и неговия слуга. Следва бой за коня и Балиан неохотно убива конника, когато е нападнат, но пощадява слугата, искайки от него да го отведе в Йерусалим. Пристигайки, Балиан дава коня на слугата и го освобождава. Мъжът казва, че посеченият му господар е бил важен боец сред сарацините, неговото дело ще спечели слава и уважение от тях.
Балиан се запознава с йерусалимската политическа арена: прокаженият крал Балдуин IV (Едуард Нортън), Тиберий (Джеръми Айрънс) маршалът на Йерусалим, сестрата на краля принцеса Сибила (Ева Грийн) и съпругът ѝ Ги дьо Лузинян (Мартон Сокас), който подкрепя антимюсюлманските дейности на брутални сили като рицарите таплиери. Ги възнамерява да управлява след смъртта на Балдуин и иска да провокира война, която ще му позволи да се освободи от мсюлюманите и да вземе кралството за християните.
Ги и неговият съзаклятник Рено дьо Шатийон (Брендан Глийсън) избиват мюсюлмански търговски керван с помощта на тамплиерите. Саладин (Гасан Масуд), водач на мюсюлманските сили, напредва срещу Керак, замъкът на Рено, за да го накаже за престъпленията му. Принцеса Сибила, която е станала любовница на Балиан, отива в замъка, от където наблюдава битката. Балиан защитава селяните от конницата на Саладин, въпреки искане от Рено да се оттегли. Въпреки че са превъзхождани по численост, Балиан и неговите рицари атакуват конницата на Саладин, позволявайки на селяните да избягат. Яростна, но едностранчива битка последва, в която рицарите на Балиан са избити и пленени. Във вражеския лагер Балиан среща слугата, когото е освободил, Имад ад-Дин (Александър Сидиг), научавайки, че той всъщност е канцлерът на Саладин, който освобождава Балиан да влезе в Керак. Саладин пристига с армията си да обсади Керак и крал Балдуин IV се приближава с войската си. Те преговарят за мюсюлманско отстъпление и Балдуин се заклева да накаже Рено. Балдуин се изправя срещу Рено, поставяйки го на колене. Докато Рено моли за милост. Балдуин го бие с конния си камшик и го принуждава да целуне болната му ръка. Усилието причинява падането на Балдуин, който е силно отслабен. Саладин уверява генералите си, че ще превземе Йеруслаим, но само когато е уверен в победата.
Балдиун иска от Балиан да се ожени за Сибила, но Балиан отказва, защото съпругът ѝ Ги трябва да бъде убит. След смъртта на Балдуин шестгодишния син на Сибила Балдуин V става крал на Йерусалим. Става явно, че той също е болен от проказа. Покрусена и нежелаеща да осъди сина си на живот зад маска, Сибила го отравя. Сибила наследява сина си и посочва Ги за крал на Йерусалим. Ги освобождава Рено, искайки от него да му даде повод за война, което Рено прави, като убива сестрата на Саладин. Когато пратеникът на Саладин (Гасан Масуд) предава искания за тялото на сестра му, главите на виновниците и предаването на Йерусалим, Ги обезглавява пратеника и изпраща главата му обратно в Дамаск. Ги изпраща няколко тамплиери да убият Балиан, но Балиан оцелява.
На съвета се постига съгласие за война, защото „Бог я желае“ и напук на гласа на разума те отиват в пустинята, за да се бият със Саладин, оставяйки Йерисалим неохраняван, освен от Балиан, Тиберий, техните рицари и няколко останали войници кръстоносци и гражданите. Армията на Саладин напада кръстоносците и в последвалата битка при Хатин кръстоносците са унищожени. Ги и Рено са пленени; Саладин екзекутира Рено и след това се отправя към Йерусалим, пощадявайки Ги като крал само заради традицията. Тиберий и неговите мъже заминават за Кипър, вярвайки че Йерусалим е загубен, но Балиан и неговите рицари остават да защитават гражданите. Знаейки, че не могат да победят сарацините, те се надяват да задържат враговете достатъчно дълго, за да предложат сарацините условия за примирие. След тридневна обсада Саладин предлага примирие. Балиан предава Йерусалим след като Саладин предлага на обитателите безопасно пътуване до християнски земи. Той също освобождава Ги обратно в Йерусалим, където той напада Балиан, но е победен.
Във вървящата колона граждани Балиан открива Сибила, която е изоставила статута си като кралица на Йерусалим и други градове. След като се завръща в селото си във Франция минават английски рицари в търсене на Балиан, защитника на Йерусалим. Балиан отвръща, че той е ковач, а мъжът, който води рицарите, се представя като крал Ричард Лъвското сърце (Иън Глен) и те започват нов кръстоносен поход, за да възвърнат Йерусалим. Балиан отвръща, че той е само ковач и Ричард продължава пътя си. Към Балиан се присъединява Сибила и минавайки покрай гроба на съпругата на Балиан, те отиват към нов живот заедно.

## Саундтрак
1. Burning the Past (2:48)
2. Crusaders (1:41)
3. Swordplay (2:01)
4. A New World (4:21)
5. To Jerusalem (1:38)
6. Sibylla (изп. Лизбет Скот) (1:49)
7. Ibelin (2:05)
8. Rise a Knight (2:43)
9. The King (5:45)
10. The Battle of Kerak (5:36)
11. Terms (4:29)
12. Better Man (3:29)
13. Coronation (3:03)
14. An Understanding (4:13)
15. Wall Breached (3:43)
16. The Pilgrim Road (4:07)
17. Saladin (4:44)
18. Path to Heaven (1:38)
19. Light of Life – Ibelin Reprise (2:10)